# NAISの会
NAISの会（ナイスのかい）は、自由民主党に所属する衆議院議員4名が1999年頃に結成した政策研究グループであり、名前はローマ字表記した際の4人の頭文字 (Nemoto, Abe, Ishihara, Shiozaki) に由来する。安倍の代わりに渡辺喜美を入れた四騎の会というグループも存在する。また、安倍以外の3人と岸田文雄は宏池会に所属経験があり、加藤の乱の際にドライマティーニを飲み結託した。
2021年の第49回衆議院議員総選挙を前に塩崎が政界引退を表明し、石原が落選。
2022年には安倍が暗殺され、S、I、A、とNAISの右から順に衆議院を去り、根本のみとなったが、2024年に根本が政界を引退した。

## メンバー
- N：根本匠（衆議院議員／2024年に引退[4]）
- A：安倍晋三（衆議院議員／2022年に死去）
- I：石原伸晃（衆議院議員／2021年に落選）
- S：塩崎恭久（衆議院議員／2021年に引退）

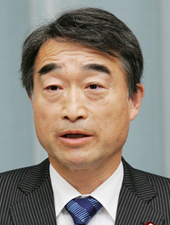
根本匠
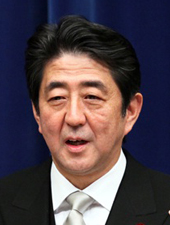
安倍晋三
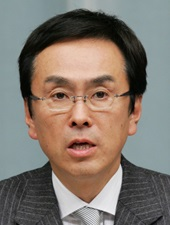
石原伸晃
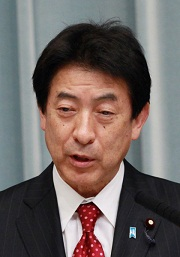
塩崎恭久

## 概要
衆議院議員としては石原は1990年（平成2年）の初当選であるが、他の3人は1993年（平成5年）の初当選の同期である（厳密には塩崎は参議院からの鞍替え）。
2006年（平成18年）に安倍を首班とする第1次安倍内閣が成立すると、根本は首相補佐官（経済財政担当）、石原は自民党幹事長代理、塩崎は内閣官房長官として重用された。2007年（平成19年）8月の第1次安倍改造内閣・自民党役員人事において、石原が政調会長となった他は主要な役職から外された。石原も9月の福田内閣・自民党役員人事で政調会長退任となった。その後の第45回衆議院議員総選挙で自民党が下野し、根本が落選。その後の2012年9月の総裁選では、安倍と石原が争い、安倍が総裁に就任。同年12月の総選挙で根本も返り咲き、自民党が大勝。政権を取り戻し、安倍は再び内閣総理大臣に返り咲いた。その後は、石原が環境大臣、経済再生担当大臣、根本が復興大臣、厚生労働大臣、塩崎が厚生労働大臣として、入れ替わりで3人同時ではないものの、閣僚に就任している。